# Puerto de Johor
El Puerto de Johor (en malayo: Pelabuhan Johor) se encuentra en Pasir Gudang en el sureste de Johor en la Península de Malasia. Construido por la Autoridad Portuaria de Johor y dirigido por Puerto Berhad Johor en 1977, se convirtió en el primer puerto en Johor y está diseñado como un puerto multipropósito que abastece a prácticamente todo tipo de carga. Es el primer puerto en Malasia que se encuentra dentro de una zona de libre comercio. Los Almacenes del puerto de Johor están exentos de derechos de aduana. Su deber es sólo pagar cuando la carga se libera de la zona de almacenes para el consumo local. 
En enero de 1993,  una empresa totalmente de propiedad del gobierno, se hizo cargo de todas las instalaciones portuarias y servicios de la Autoridad Portuaria de Johor que fue establecido en 1973. El puerto fue privatizado totalmente en agosto de 1995.